# 存在与虚无
存在与虚无（法語：L'Être et le néant : Essai d'ontologie phénoménologique）是法国哲学家让-保罗·萨特于1943年出版的一本书。在此书中，萨特展开了支持存在主义的哲学论述，涉及诸如意识、认知、社会哲学、自我欺骗、“虚无”的存在、弗洛伊德心理分析和自由意志之类的话题。1940年至1941年，作为战俘，萨特阅读了海德格尔的《存在与时间》，该书运用了胡塞尔的现象学的方法来检查本体论。萨特把自己对哲学的探索归根于对此书的了解。

## 參看
- 存在主義
- 哲學